# コナル・コード
コナル・コード（Conal Coad）は、ニュージーランドのフィールディング出身のバスのオペラ歌手。オーストラリアのゴールドコースト及びベルギーのメヘレン在住。オーストラリアの。

## 公演実績
オペラハウスでの公演実績。
- イギリス：ロイヤル・オペラ・ハウス
- ベルギー：モネ劇場
- ドイツ：ハンブルク州立歌劇場
- オーストラリア：オペラ・オーストラリア[1]、シドニー・オペラ・ハウス
- アメリカ：ワシントン・ナショナル・オペラ（英語版）

2006年にはオペラ・ニュージーランドの《ドン・パスクワーレ》公演において演出をつとめ、演出家としてもデビューした。

## 共演指揮者
- リチャード・ボニング
- シモーネ・ヤング
- リチャード・ヒコックス
- ジェフリー・テイト
- ズービン・メータ

## オペラ出演
フィガロの結婚、コジ・ファン・トゥッテ、ルクレティアの陵辱、後宮からの誘拐、魔笛、ドン・ジョヴァンニ、ドン・カルロ、ファルスタッフ、シチリアの晩鐘、アイーダ、リゴレット、ビリー・バッド、ピーター・グライムズ、夏の夜の夢、オペラを作ろう、アルバート・ヘリング、ファウストの劫罰、フィデリオ、セビリアの理髪師、スペインの時計、ランメルモールのルチア、ドン・パスクワーレ、愛の妙薬、アルジェのイタリア女、イタリアのトルコ人、スペードの女王、ウリッセの帰還、ノルマ、カーチャ・カバノヴァー、ロメオとジュリエット、マノン、ミニョン、マノン・レスコー、サンドリヨン、フラ・ディアヴォロ、ばらの騎士、ルル、アラベラ、ナクソス島のアリアドネ、カプリッチョ、ローエングリン、ワルキューレ、ジャンニ・スキッキ、ニュルンベルクのマイスタージンガー、ミカド、ペンザンスの海賊、売られた花嫁

## 日本でのオペラ・コンサート出演
- 2010年9月24日と26日 - 新宿文化センター大ホールで開催された「オペラ ナブッコ 我が愛する地球よ！」に出演した[4]。
- 2013年3月22日 - 五反田ゆうぽうとホールで開催された「第1回ピッコロオペラ」コジ・ファン・トゥッテに出演した[2]。
- 2013年9月10日 - 東京都中野区のなかのZERO大ホールで開催された東京国際コンサートに出演した[5]。
- 2014年6月18日 - 新国立劇場オペラパレスで開催された東京国際コンサートに出演した[6]。
- 2014年10月6日 - 新国立劇場中劇場で開催された「秋に燃ゆる国民のコンサート」に出演した[7]。

## 受賞
- 2010年、グリーンルーム賞助演男優賞受賞[8]